# Косья (приток Косы)
Косья — река в России, протекает по Косинскому и Кочёвскому районам Пермского края. Устье реки находится в 96 км по левому берегу реки Коса. Длина реки составляет 32 км.
Река берёт начало из родника Вильиб-Ключ в одноимённом урочище в 5 км к юго-востоку от деревни Бачманово (Чазёвское сельское поселение, Косинский район). Верхнее течение проходит по Косинскому району, нижнее по Кочёвскому. Река течёт на юго-восток по ненаселённому лесному массиву. Впадает в Косу в черте посёлка Мараты.

## Притоки
(указано расстояние от устья)
- 4,2 км: река Омен (пр)
- река Урга (лв)
- 16 км: река Пэй (лв)
- река Учатью (лв)
- река Кэша (лв)

## Данные водного реестра
По данным государственного водного реестра России относится к Камскому бассейновому округу, водохозяйственный участок реки — Кама от истока до водомерного поста у села Бондюг, речной подбассейн реки — бассейны притоков Камы до впадения Белой. Речной бассейн реки — Кама.
Код объекта в государственном водном реестре — 10010100112111100002720.